# Stigmatura budytoides
El rabicano mayor (Stigmatura budytoides), también denominado calandrita (en Argentina y Paraguay) o rabicano grande, es una especie de ave paseriforme de la familia Tyrannidae, una de las tres pertenecientes al género Stigmatura; algunos autores sostienen que se divide en dos especies. Es nativa de América del Sur. 

## Distribución y hábitat
Se distribuye en dos poblaciones muy disjuntas: una en los bosques y zonas de matorral del chaco, desde el centro norte de Bolivia, el oeste de Paraguay y el centro y noroeste de Argentina, en los cerrados, los bosques de galería secos, hasta los 2700  m de altitud en los áridos valles bolivianos, pero generalmente abajo de los 1000  m, y la segunda en la región de caatinga del noreste de Brasil abajo de los 500  m de altitud. Esta última población a veces se la considera como una especie separada Stigmatura gracilis.

## Descripción
El rabicano mayor es un pájaro de pequeño tamaño, mide alrededor de 15 cm de longitud, aunque algo mayor que su pariente el rabicano menor. Sus partes superiores son de color verde grisáceo con una lista superciliar amarilla y una fina máscara negra; las alas y la cola son gris oscuro, las alas con un ancho parche longitudinal blanquecino y la cola ampliamente punteada de blanquecino. Por abajo es amarillo. Su pico es negro. A menudo mantiene su larga cola alzada, con las plumas abiertas exponiendo sus puntas blancas, pero no la menea. La subespecie más sureña (flavocinerea) tiene un patrón de plumaje más apagado con el pecho sombreado de oliva y no ostenta la ancha banda blanca a través de la base del lado interno de la cola que está presente en las poblaciones norteñas. La población del noreste de Brasil (gracilis) es algo menor.

## Comportamiento
Es muy activa y a menudo atrevida, usualmente anda en pares por la densa vegetación arbustiva pero no es difícil de ser observada.

### Alimentación
Se alimenta principalmente de insectos, que busca intensamente entre el follaje y las ramas y a veces en el suelo.

### Reproducción
El nido es una taza pequeña y simple, de ramitas secas, construido a alrededor de um m del suelo, cerca del centro de un arbusto grueso y espinado, donde deposita de dos a tres huevos en el período reproductivo que va de noviembre a mayo.

### Vocalización
El llamado común de contacto es un «chirt» grave, algunas veces variando para «chirt, uuri-tit, chirt». Las parejas ejecutan un dúo sincopado, girando sus cuerpos mientras dan un animado «juidididitdeh, juidididitdeh....» La vocalización de gracilis es muy diferente, el canto es una serie abrupta y muy rápida de notas revueltas que dura cinco segundos o más, con elementos dados por ambos miembros de la pareja; también dan varios llamados como maullidos, por ejemplo «chiuu, chichi-chiuu».

## Sistemática

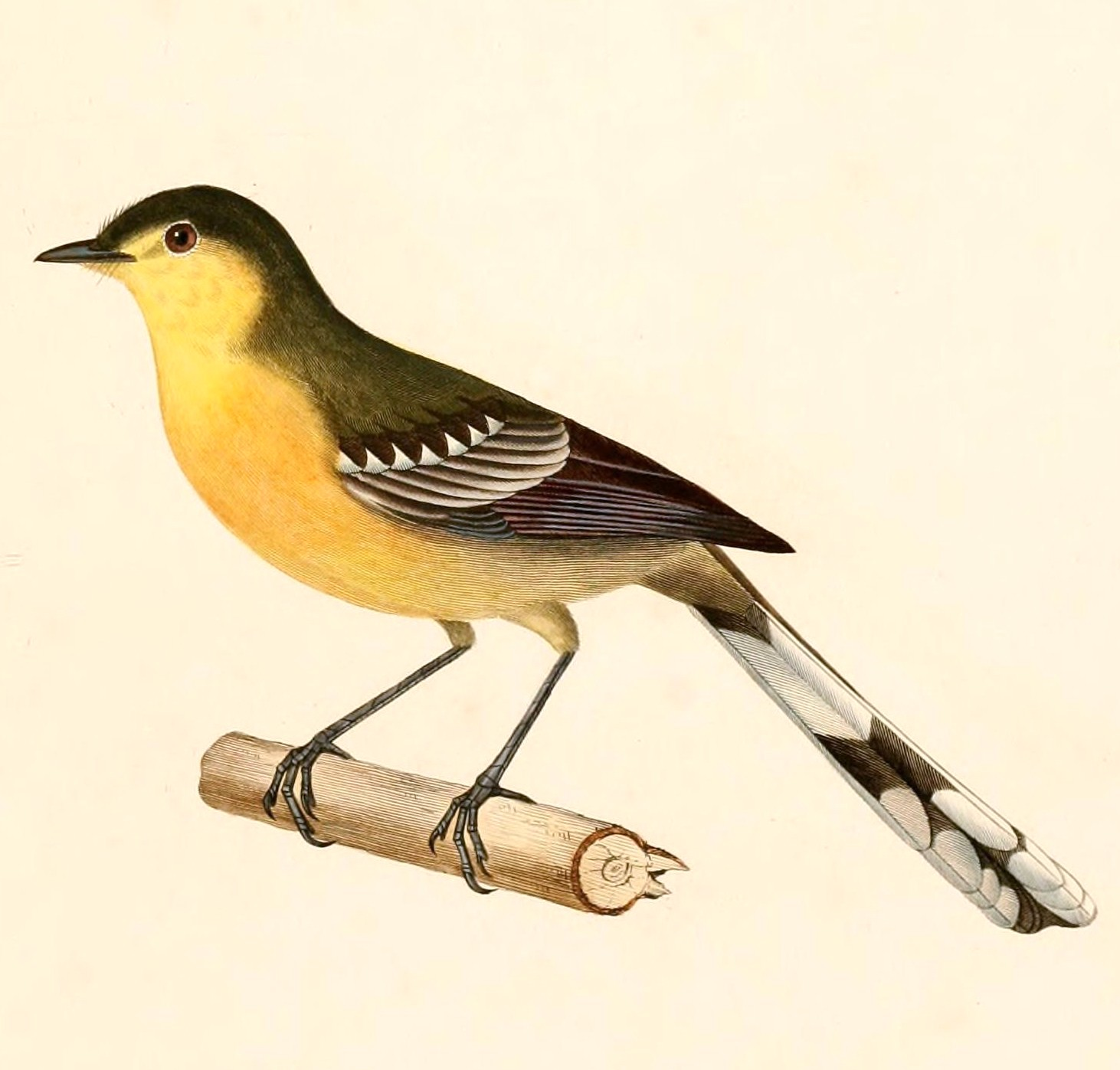
Culicivora budytoides; ilustración en d'Orbigny, Voyage dans l'Amérique Méridionale, 1847.

### Descripción original
La especie S. budytoides fue descrita por primera vez por los naturalistas franceses Alcide d'Orbigny y Frédéric de Lafresnaye en 1837 bajo el nombre científico Culicivora budytoides; la localidad tipo es «Valle Grande, Santa Cruz, Bolivia.»

### Etimología
El nombre genérico femenino «Stigmatura» se compone de las palabras del griego «stigma, stigmatos» que significa ‘punto’, ‘mancha’, y «oura» que significa ‘cola’; y el nombre de la especie «budytoides» es una combinación del género Budytes (sinónimo de Motacilla) y de la palabra griega «oidēs» que significa ‘parecido con’.

### Taxonomía

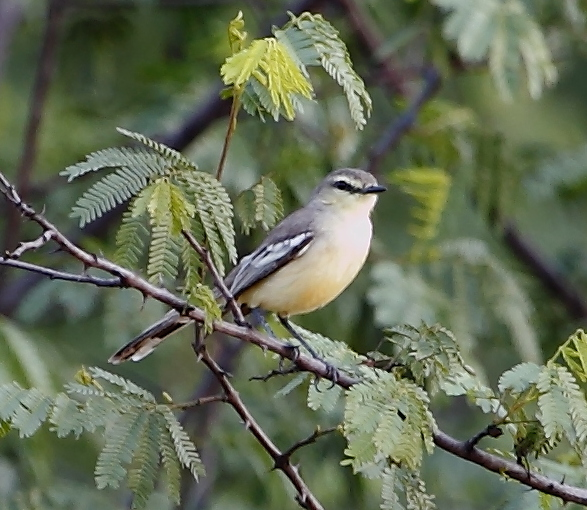
Stigmatura budytoides gracilis en Potengi, Ceará, Brasil.

El género estuvo antiguamente situado en la familia Formicariidae debido a su parecido general con especies del género Formicivora. Algunos autores, como Ridgely & Tudor (2009), consideran a la subespecie S. budytoides gracilis  que se distribuye en la caatinga del noreste brasileño, como especie plena, debido a diferencias morfológicas y de vocalización con la especie nominal. Sin embargo, esto no es seguido por otras las clasificaciones.

### Subespecies

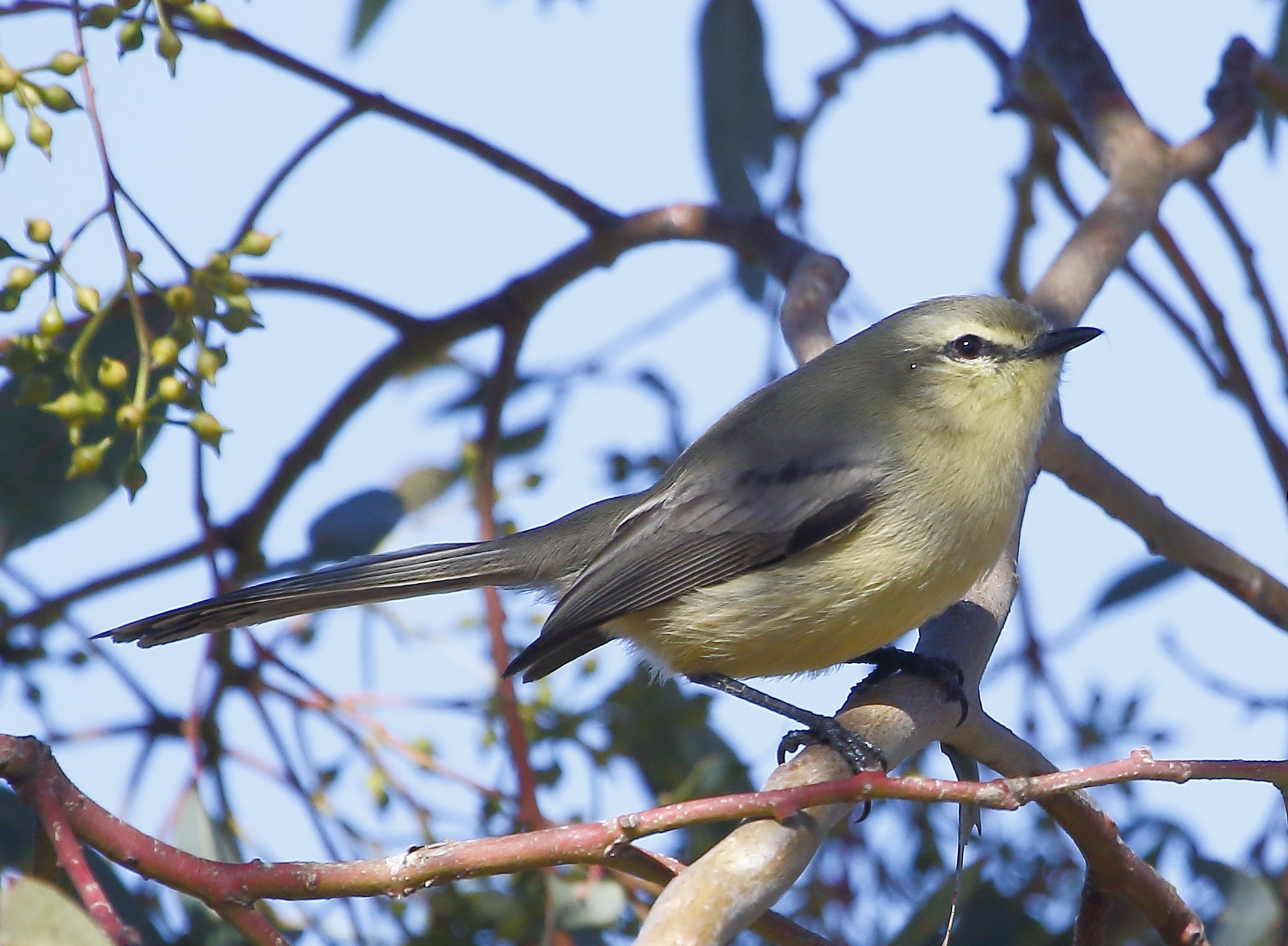
Stigmatura budytoides flavocinerea en la Reserva de Flora y Fauna Bosque Telteca, Lavalle, Mendoza, Argentina.

Según las clasificaciones del Congreso Ornitológico Internacional (IOC) y Clements Checklist/eBird se reconocen cuatro subespecies, con su correspondiente distribución geográfica:
- Grupo politípico budytoides:
  - Stigmatura budytoides budytoides (d’Orbigny & Lafresnaye, 1837) - centro norte de Bolivia (Cochabamba, oeste de Santa Cruz, norte de Chuquisaca).
  - Stigmatura budytoides inzonata Wetmore & J.L. Peters, 1923 - sureste de Bolivia, oeste de Paraguay y noroeste de Argentina (Jujuy al este hasta el Chaco, al sur hasta Córdoba y San Luis).
  - Stigmatura budytoides flavocinerea (Burmeister, 1861) - centro de Argentina (Mendoza, Córdoba y Buenos Aires al sur hasta Chubut).

- Grupo monotípico gracilis:
  - Stigmatura budytoides gracilis J.T. Zimmer, 1955 - noreste de Brasil (Pernambuco, Bahía, Alagoas, sur de Ceará, sureste de Piauí y norte de Minas Gerais).[11]